# Sörsjön, Gästrikland
Sörsjön är en sjö i Gävle kommun och Ockelbo kommun i Gästrikland och ingår i Hamrångeån-Testeboåns kustområde. Sjön har en area på 0,0964 kvadratkilometer och ligger 76 meter över havet. Sjön avvattnas av vattendraget Björkeån (Dammån).

## Delavrinningsområde
Sörsjön ingår i det delavrinningsområde (674333-156316) som SMHI kallar för Ovan 674288-156622. Medelhöjden är 75 meter över havet och ytan är 13,38 kvadratkilometer. Det finns inga avrinningsområden uppströms utan avrinningsområdet är högsta punkten. Avrinningsområdets utflöde Björkeån (Dammån) mynnar i havet. Avrinningsområdet består mestadels av skog (89 procent). Avrinningsområdet har 0,16 kvadratkilometer vattenytor vilket ger det en sjöprocent på 1,2 procent.